# Walter Büchi
Walter Büchi – szwajcarski strzelec, mistrz świata.
Büchi pięciokrotnie w swojej karierze stał na podium mistrzostw świata w pistolecie dowolnym z 50 m. Indywidualnie został wicemistrzem świata w 1937 roku (przegrywając wyłącznie z Torstenem Ullmanem) i brązowym medalistą w roku 1935 (lepsi okazali się Ullman i Erich Krempel). Ponadto w zawodach drużynowych trzykrotnie zdobył mistrzostwo świata (1935, 1937, 1939). 

## Medale mistrzostw świata
Opracowano na podstawie materiałów źródłowych:
| Mistrzostwa   | Konkurencja                       | Wynik                             | Miejsce |
| ------------- | --------------------------------- | --------------------------------- | ------- |
| Rzym 1935     | Pistolet dowolny, 50 m            | 539 pkt.                          |         |
| Rzym 1935     | Pistolet dowolny, 50 m, drużynowo | 2634 pkt. (druż.) 539 pkt. (ind.) |         |
| Helsinki 1937 | Pistolet dowolny, 50 m            | 541 pkt.                          |         |
| Helsinki 1937 | Pistolet dowolny, 50 m, drużynowo | 2650 pkt. (druż.) 541 pkt. (ind.) |         |
| Lucerna 1939  | Pistolet dowolny, 50 m, drużynowo | 2675 pkt. (druż.)                 |         |